# Gateshead Millennium Bridge
Gateshead Millennium Bridge (ang. Gateshead Millennium Bridge) – to przechyłowy most dla pieszych i rowerzystów nad rzeką Tyne pomiędzy miastem Gateshead (na południowym brzegu) a miastem Newcastle upon Tyne (na północnym brzegu). Jest to pierwszy i jedyny most przechyłowy na świecie. Most zaprojektowany przez pracownię architektoniczną WilkinsonEyre i firmę inżynieryjną Gifford, został oddany do użytku 28 czerwca 2001 roku.

## Historia
W 1996 roku Rada Miasta Gateshead ogłosiła konkurs na budowę mostu. Zwyciężył projekt firmy WilkinsonEyre. Zadaniem architektów było stworzenie i wybudowanie kładki pieszo-rowerowej, która nie będzie przeszkadzała w przejściu dużych statków po rzece Tyne. Budowa mostu kosztowała 40 milionów dolarów i trwała około dwóch lat. Na otwarcie mostu przybyło 36000 osób. Oficjalne otwarcie nastąpiło 7 maja 2002 roku przez królową Elżbietę II.

## Konstrukcja
Most składa się z dwóch stalowych łuków – kładki dla pieszych i rowerzystów oraz łuku nośnego. Kładka ma kształt paraboliczny i jest podzielona na ścieżkę pieszą i rowerową, na niej również znajdują się ławki do siedzenia. Łuk nośny został zaprojektowany również w kształcie paraboli. Cała konstrukcja waży ponad 800 ton. Most może być podniesiony przez jego pochylenie, żeby umożliwić przepłynięcie łodzi albo innych jednostek pływających.    

## Galeria

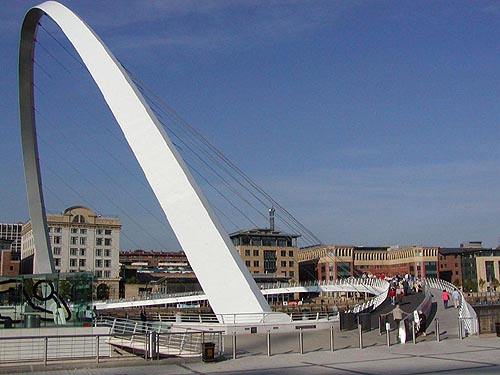
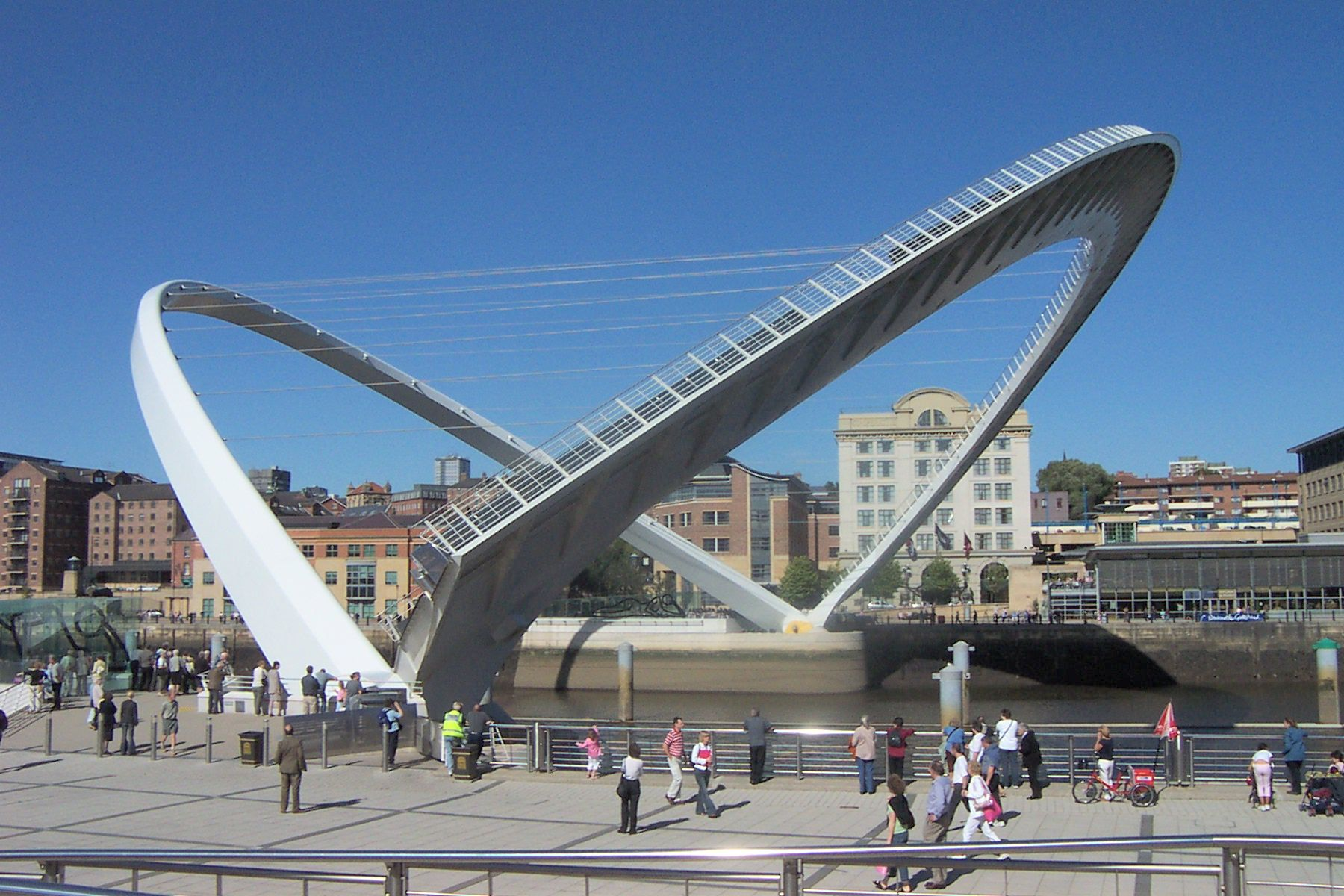
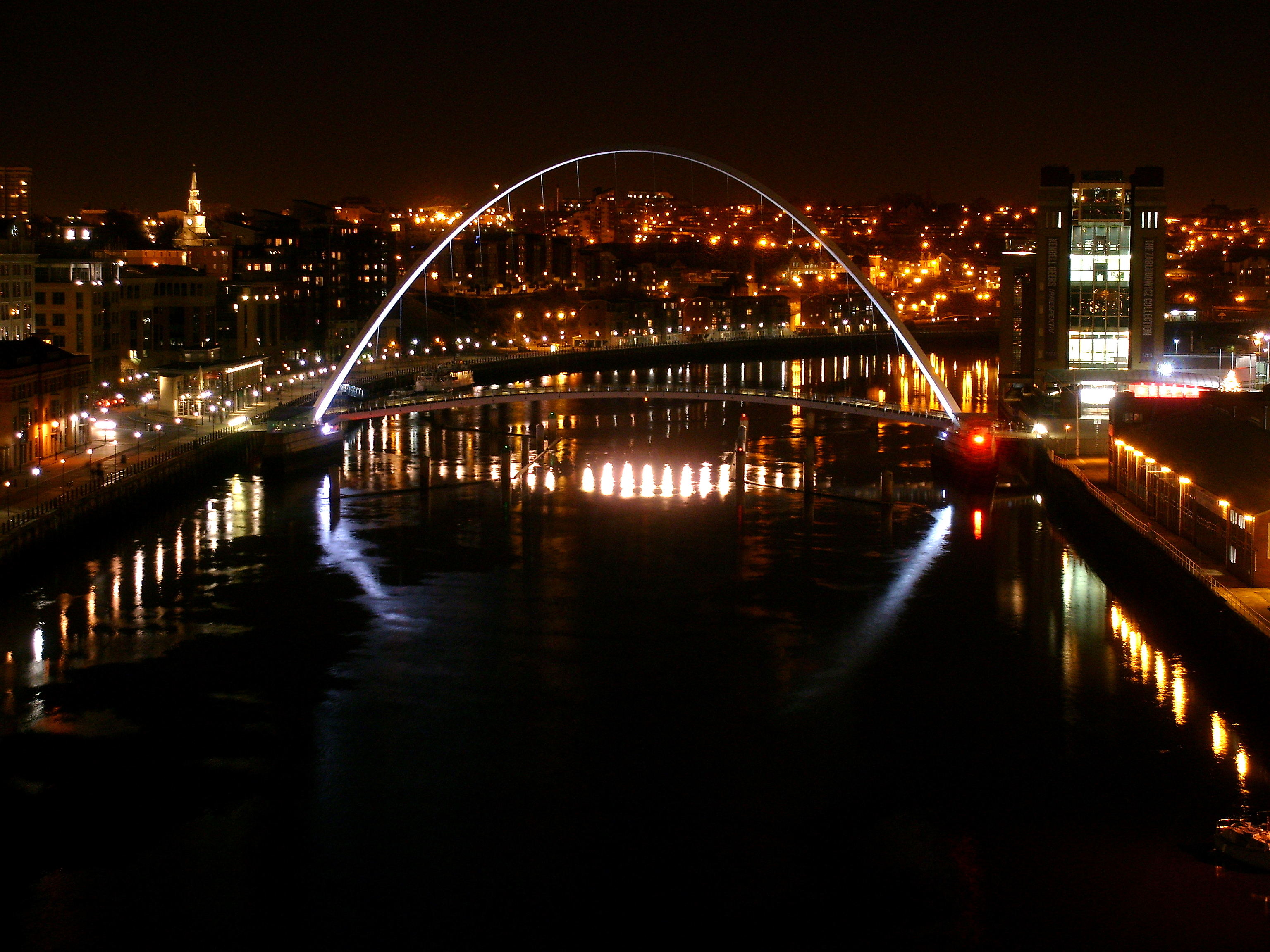
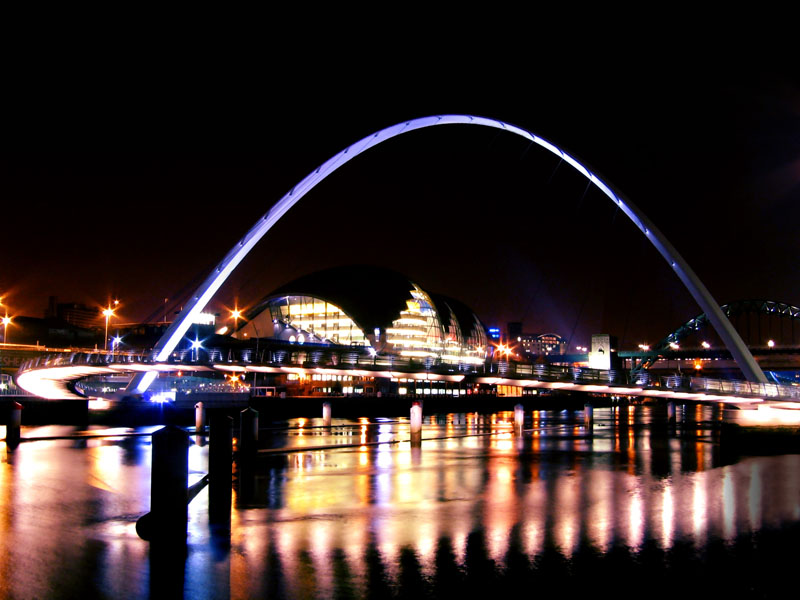